# Молоток, Пётр Филиппович
Пётр Филиппович Молоток (1 декабря 1939, Михайловка, Гребёнковский район, Полтавская область, Украинская ССР — 2 октября 2017, Углегорск, Сахалинская область) — тракторист, звеньевой картофелеводческого звена совхоза «Ударный» Углегорского района, Герой Социалистического Труда (1976).

## Биография
Родился на Украине, в 1951 году вместе с родителями переехал в Сахалинскую область. В 1958—1962 годах проходил службу в армии.
С 1962 по 2002 года работал в совхозе «Ударный» Углегорского района Сахалинской области трактористом (1962—1965), звеньевым картофелеводческого звена (с 1965 года до ухода на пенсию). Звено под его руководством собирало высокие урожаи картофеля — в 1975 году 235 центнеров с гектара, а в 1976 году — 236 центнеров, а на отдельных участках — до 350 центнеров.
Указом Президиума Верховного Совета СССР от 23 декабря 1976 П. Ф. Молоток награждён званием «Герой Социалистического Труда» с вручением ордена Ленина и медали «Серп и Молот» «за выдающиеся успехи, достигнутые во всесоюзном социалистическом соревновании, проявленную трудовую доблесть при выполнении планов и социалистических обязательств по увеличению производства и продажи государству зерна и других сельскохозяйственных продуктов в 1976 году». Также награждался другими орденами и медалями.
Делегат XXV съезда КПСС (1976). Избирался депутатом Сахалинского областного и Углегорского районного советов, членом Сахалинского обкома и Углегорского райкома КПСС, исполкома Ольховского сельского совета Углегорского района.
После ухода на пенсию жил в Углегорске, продолжал заниматься выращиванием картофеля на личном хозяйстве в 10 га. Скончался 2 октября 2017 года на 78-м году жизни.

## Семья
Супруга Валентина Георгиевна, двое детей, трое внуков и четверо правнуков. Брат Павел тоже проживает на Сахалине.

## Награды
- Герой Социалистического Труда (23.12.1976)
- Два ордена Ленина (11.12.1973, 23.12.1976)
- Орден Трудового Красного Знамени (15.12.1972)
- Почётный гражданин Сахалинской области (27 июня 2016) — за многолетний добросовестный труд и большой личный вклад в социально-экономическое развитие Сахалинской области
- Медаль «За трудовое отличие» (08.04.1971)
- ряд других медалей
- Золотая и серебряная медали ВДНХ